# Heinz Kuttin
Heinz Kuttin (n. 5 ianuarie 1971, Stockenboi⁠(d), Carintia, Austria) este un săritor cu schiurile ce a reprezentat Austria, medaliat olimpic. A participat la 3 ediții ale Jocurilor Olimpice (1988, 1992, 1994) în care a câștigat o medalie de argint și două medalii de bronz.